# Sarah Sjöström
Sarah Frederica Sjöström (Salem, 17 de agosto de 1993) es una deportista sueca que compite en natación, especialista en los estilos libre y mariposa; campeona olímpica en Río de Janeiro 2016 y veinte veces campeona mundial.
Participó en cinco Juegos Olímpicos de Verano, entre los años 2008 y 2024, obteniendo en total seis medallas: tres en Río de Janeiro 2016, oro en 100 m mariposa, plata en 200 m libre y bronce en 100 m libre, una de plata en Tokio 2020, en 50 m libre, y dos de oro en París 2024, en 50 m libre y 100 m libre.
Ganó veinticinco medallas en el Campeonato Mundial de Natación entre los años 2009 y 2024, y once medallas en el Campeonato Mundial de Natación en Piscina Corta, en los años 2014 y 2021.
Además, obtuvo veintisiete medallas en el Campeonato Europeo de Natación entre los años 2008 y 2022, y veintiséis medallas en el Campeonato Europeo de Natación en Piscina Corta entre los años 2008 y 2021.
En 2019 y 2021 ganó la Liga Internacional de Natación con el Energy Standard, siendo elegida MVP de la competición en ambas ocasiones.

## Palmarés internacional
| Juegos Olímpicos                    | Juegos Olímpicos         | Juegos Olímpicos  | Juegos Olímpicos      |
| Año                                 | Lugar                    | Medalla           | Prueba                |
| ----------------------------------- | ------------------------ | ----------------- | --------------------- |
| 2016                                | Río de Janeiro (Brasil)  | Medalla de oro    | 100 m mariposa        |
| 2016                                | Río de Janeiro (Brasil)  | Medalla de plata  | 200 m libre           |
| 2016                                | Río de Janeiro (Brasil)  | Medalla de bronce | 100 m libre           |
| 2020                                | Tokio (Japón)            | Medalla de plata  | 50 m libre            |
| 2024                                | París (Francia)          | Medalla de oro    | 50 m libre            |
| 2024                                | París (Francia)          | Medalla de oro    | 100 m libre           |
| Campeonato Mundial                  |                          |                   |                       |
| Año                                 | Lugar                    | Medalla           | Prueba                |
| 2009                                | Roma (Italia)            | Medalla de oro    | 100 m mariposa        |
| 2013                                | Barcelona (España)       | Medalla de oro    | 100 m mariposa        |
| 2013                                | Barcelona (España)       | Medalla de plata  | 100 m libre           |
| 2015                                | Kazán (Rusia)            | Medalla de oro    | 50 m mariposa         |
| 2015                                | Kazán (Rusia)            | Medalla de oro    | 100 m mariposa        |
| 2015                                | Kazán (Rusia)            | Medalla de plata  | 100 m libre           |
| 2015                                | Kazán (Rusia)            | Medalla de plata  | 4 × 100 m estilos     |
| 2015                                | Kazán (Rusia)            | Medalla de bronce | 50 m libre            |
| 2017                                | Budapest (Hungría)       | Medalla de oro    | 50 m libre            |
| 2017                                | Budapest (Hungría)       | Medalla de oro    | 50 m mariposa         |
| 2017                                | Budapest (Hungría)       | Medalla de oro    | 100 m mariposa        |
| 2017                                | Budapest (Hungría)       | Medalla de plata  | 100 m libre           |
| 2019                                | Gwangju (Corea del Sur)  | Medalla de oro    | 50 m mariposa         |
| 2019                                | Gwangju (Corea del Sur)  | Medalla de plata  | 50 m libre            |
| 2019                                | Gwangju (Corea del Sur)  | Medalla de plata  | 100 m mariposa        |
| 2019                                | Gwangju (Corea del Sur)  | Medalla de bronce | 100 m libre           |
| 2019                                | Gwangju (Corea del Sur)  | Medalla de bronce | 200 m libre           |
| 2022                                | Budapest (Hungría)       | Medalla de oro    | 50 m libre            |
| 2022                                | Budapest (Hungría)       | Medalla de oro    | 50 m mariposa         |
| 2022                                | Budapest (Hungría)       | Medalla de plata  | 100 m libre           |
| 2023                                | Fukuoka (Japón)          | Medalla de oro    | 50 m libre            |
| 2023                                | Fukuoka (Japón)          | Medalla de oro    | 50 m mariposa         |
| 2024                                | Doha (Catar)             | Medalla de oro    | 50 m libre            |
| 2024                                | Doha (Catar)             | Medalla de oro    | 50 m mariposa         |
| 2024                                | Doha (Catar)             | Medalla de plata  | 4 × 100 m estilos     |
| Campeonato Mundial en Piscina Corta |                          |                   |                       |
| Año                                 | Lugar                    | Medalla           | Prueba                |
| 2014                                | Doha (Catar)             | Medalla de oro    | 200 m libre           |
| 2014                                | Doha (Catar)             | Medalla de oro    | 50 m mariposa         |
| 2014                                | Doha (Catar)             | Medalla de oro    | 100 m mariposa        |
| 2014                                | Doha (Catar)             | Medalla de plata  | 100 m libre           |
| 2021                                | Abu Dabi (EAU)           | Medalla de oro    | 50 m libre            |
| 2021                                | Abu Dabi (EAU)           | Medalla de oro    | 4 × 50 m estilos      |
| 2021                                | Abu Dabi (EAU)           | Medalla de oro    | 4 × 100 m estilos     |
| 2021                                | Abu Dabi (EAU)           | Medalla de plata  | 100 m libre           |
| 2021                                | Abu Dabi (EAU)           | Medalla de plata  | 50 m mariposa         |
| 2021                                | Abu Dabi (EAU)           | Medalla de plata  | 4 × 50 m libre        |
| 2021                                | Abu Dabi (EAU)           | Medalla de bronce | 4 × 100 m libre       |
| Campeonato Europeo                  |                          |                   |                       |
| Año                                 | Lugar                    | Medalla           | Prueba                |
| 2008                                | Eindhoven (Países Bajos) | Medalla de oro    | 100 m mariposa        |
| 2010                                | Budapest (Hungría)       | Medalla de oro    | 100 m mariposa        |
| 2010                                | Budapest (Hungría)       | Medalla de plata  | 4 × 100 m estilos     |
| 2010                                | Budapest (Hungría)       | Medalla de bronce | 4 × 100 m libre       |
| 2012                                | Debrecen (Hungría)       | Medalla de oro    | 100 m libre           |
| 2012                                | Debrecen (Hungría)       | Medalla de oro    | 50 m mariposa         |
| 2012                                | Debrecen (Hungría)       | Medalla de plata  | 4 × 100 m libre       |
| 2014                                | Berlín (Alemania)        | Medalla de oro    | 100 m libre           |
| 2014                                | Berlín (Alemania)        | Medalla de oro    | 50 m mariposa         |
| 2014                                | Berlín (Alemania)        | Medalla de oro    | 4 × 100 m libre       |
| 2014                                | Berlín (Alemania)        | Medalla de plata  | 50 m libre            |
| 2014                                | Berlín (Alemania)        | Medalla de plata  | 100 m mariposa        |
| 2014                                | Berlín (Alemania)        | Medalla de plata  | 4 × 200 m libre       |
| 2014                                | Berlín (Alemania)        | Medalla de plata  | 4 × 100 m estilos     |
| 2016                                | Londres (Reino Unido)    | Medalla de oro    | 100 m libre           |
| 2016                                | Londres (Reino Unido)    | Medalla de oro    | 50 m mariposa         |
| 2016                                | Londres (Reino Unido)    | Medalla de oro    | 100 m mariposa        |
| 2016                                | Londres (Reino Unido)    | Medalla de bronce | 4 × 100 m libre       |
| 2018                                | Glasgow (Reino Unido)    | Medalla de oro    | 50 m libre            |
| 2018                                | Glasgow (Reino Unido)    | Medalla de oro    | 100 m libre           |
| 2018                                | Glasgow (Reino Unido)    | Medalla de oro    | 50 m mariposa         |
| 2018                                | Glasgow (Reino Unido)    | Medalla de oro    | 100 m mariposa        |
| 2022                                | Roma (Italia)            | Medalla de oro    | 50 m libre            |
| 2022                                | Roma (Italia)            | Medalla de oro    | 50 m mariposa         |
| 2022                                | Roma (Italia)            | Medalla de oro    | 4 × 100 m estilos     |
| 2022                                | Roma (Italia)            | Medalla de plata  | 4 × 100 m libre       |
| 2022                                | Roma (Italia)            | Medalla de bronce | 4 × 100 m libre mixto |
| Campeonato Europeo en Piscina Corta |                          |                   |                       |
| Año                                 | Lugar                    | Medalla           | Prueba                |
| 2008                                | Rijeka (Croacia)         | Medalla de plata  | 4 × 50 m libre        |
| 2009                                | Estambul (Turquía)       | Medalla de plata  | 4 × 50 m libre        |
| 2009                                | Estambul (Turquía)       | Medalla de plata  | 4 × 50 m estilos      |
| 2013                                | Herning (Dinamarca)      | Medalla de oro    | 50 m mariposa         |
| 2013                                | Herning (Dinamarca)      | Medalla de oro    | 100 m mariposa        |
| 2013                                | Herning (Dinamarca)      | Medalla de plata  | 50 m libre            |
| 2013                                | Herning (Dinamarca)      | Medalla de plata  | 100 m libre           |
| 2013                                | Herning (Dinamarca)      | Medalla de plata  | 4 × 50 m libre        |
| 2013                                | Herning (Dinamarca)      | Medalla de plata  | 4 × 50 m estilos      |
| 2015                                | Netanya (Israel)         | Medalla de oro    | 100 m libre           |
| 2015                                | Netanya (Israel)         | Medalla de oro    | 50 m mariposa         |
| 2015                                | Netanya (Israel)         | Medalla de oro    | 100 m mariposa        |
| 2015                                | Netanya (Israel)         | Medalla de plata  | 50 m libre            |
| 2015                                | Netanya (Israel)         | Medalla de plata  | 4 × 50 m estilos      |
| 2017                                | Copenhague (Dinamarca)   | Medalla de oro    | 50 m libre            |
| 2017                                | Copenhague (Dinamarca)   | Medalla de oro    | 100 m mariposa        |
| 2017                                | Copenhague (Dinamarca)   | Medalla de oro    | 4 × 50 m estilos      |
| 2017                                | Copenhague (Dinamarca)   | Medalla de plata  | 100 m libre           |
| 2017                                | Copenhague (Dinamarca)   | Medalla de plata  | 100 m estilos         |
| 2017                                | Copenhague (Dinamarca)   | Medalla de plata  | 4 × 50 m libre        |
| 2021                                | Kazán (Rusia)            | Medalla de oro    | 50 m libre            |
| 2021                                | Kazán (Rusia)            | Medalla de oro    | 100 m libre           |
| 2021                                | Kazán (Rusia)            | Medalla de oro    | 50 m mariposa         |
| 2021                                | Kazán (Rusia)            | Medalla de oro    | 100 m mariposa        |
| 2021                                | Kazán (Rusia)            | Medalla de plata  | 4 × 50 m estilos      |
| 2021                                | Kazán (Rusia)            | Medalla de bronce | 100 m estilos         |